# ハイノキ
ハイノキ（灰の木、学名: Symplocos myrtacea）はハイノキ科ハイノキ属の常緑小高木。別名イノコシバ。

## 名称
和名「ハイノキ」の由来は、この樹木の木灰が、近縁のクロバイ同様、染色の媒染剤として利用されたことから「灰の木」の名がある。九州ではイノコシバ（猪の子柴）と呼ばれた。狩りで獲た猪を縛るのに、この木の丈夫な枝を用いたためという。

## 特徴
日本の本州（近畿地方以西）、四国、九州に分布する。南限は屋久島。暖地の山地に生える。
常緑広葉樹の低木から高木で、高さは12メートル (m) ほどになる。樹皮は暗視褐色。葉は互生し、長さ4 - 7センチメートル (cm) の狭卵形から長楕円形。葉身には光沢があり、短い葉柄がついて、葉縁には浅い鋸歯がある。
花期は4 - 5月。前年枝の葉腋から総状花序を出して、小さな白い花をたくさん咲かせる。1つの花序には花が3 - 6個つく。花冠は5深裂し、直径は12ミリメートル (mm) ほどある。雄蕊は多数で花冠の外に突き出している。雌蕊は1個。果期は10 - 11月。果実は長さ6 - 8 mmの狭卵形で、秋に黒紫色に熟す。